# Åda säteri

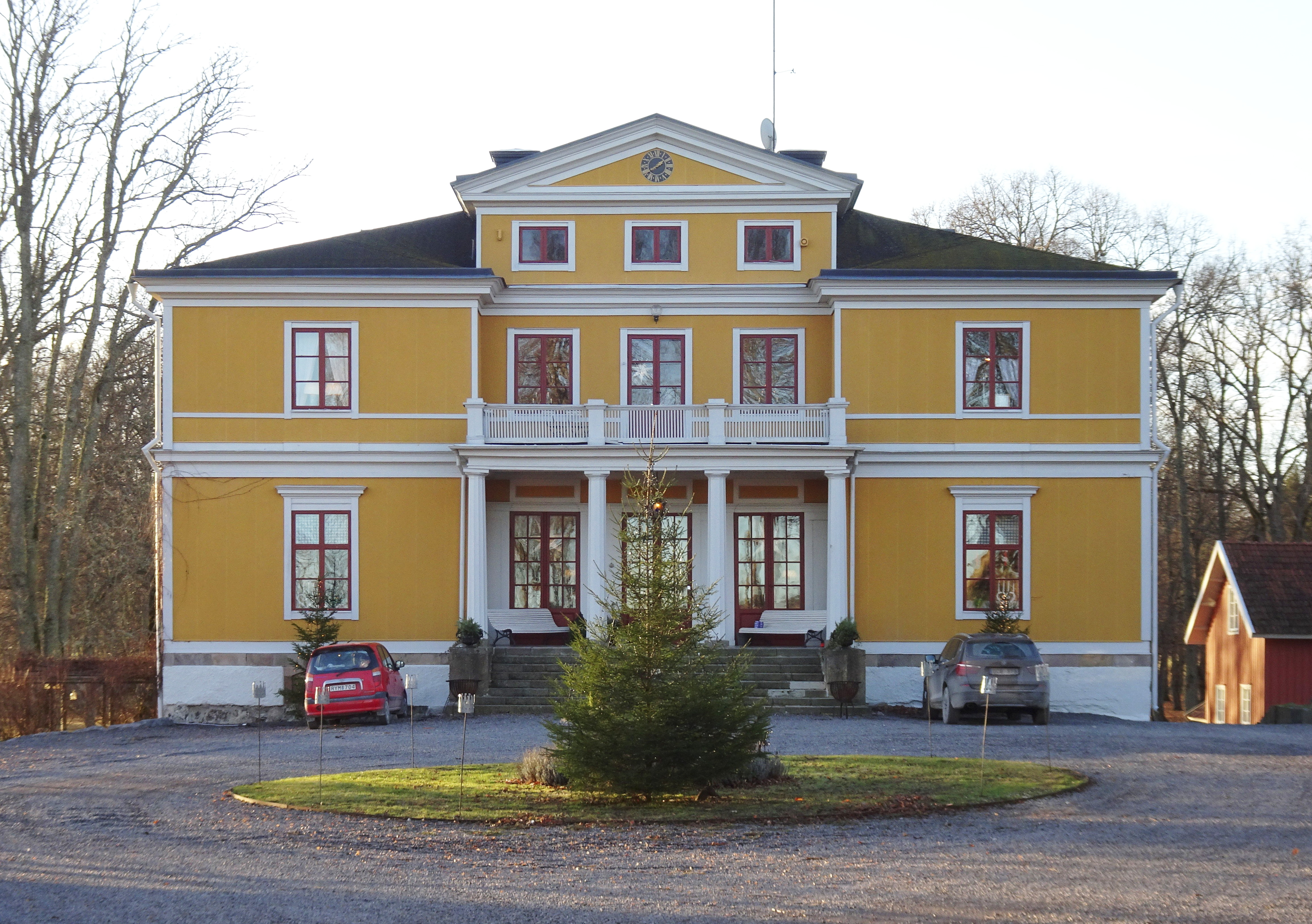
Åda säteri huvudbyggnaden 2016.

Åda är en herrgård och ett gods i Vagnhärads socken, Trosa kommun, Södermanlands län. Åda ligger vid Trosaån, cirka 3 kilometer norr om Trosa. Godset ägs sedan 1841 av familjen Isoz.

## Historik

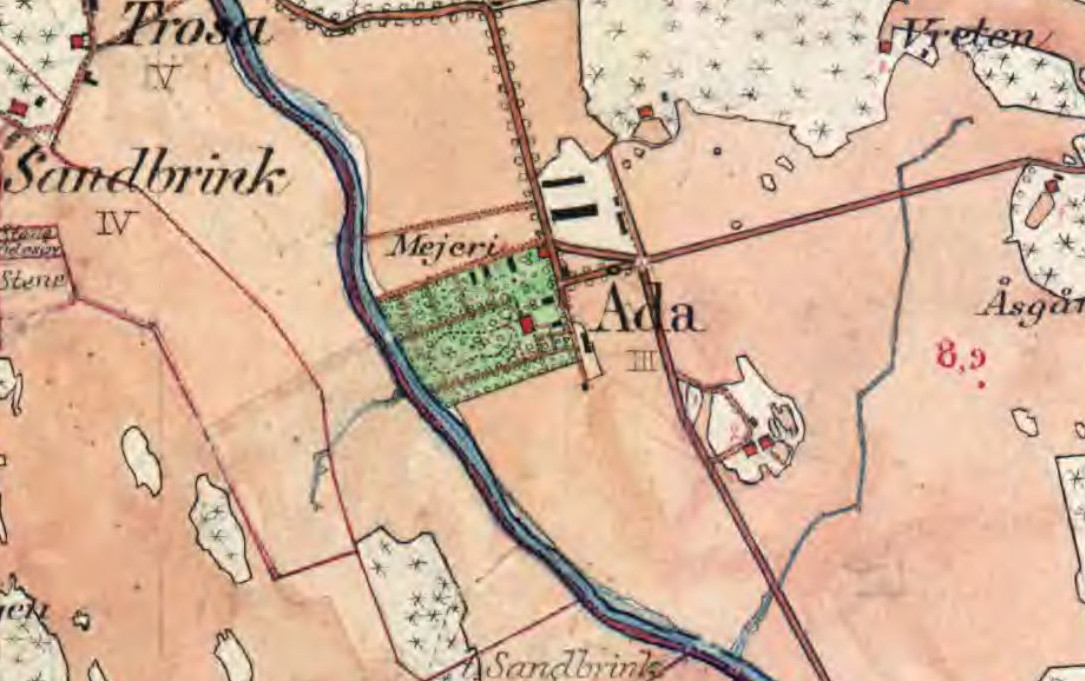
Åda 1897.

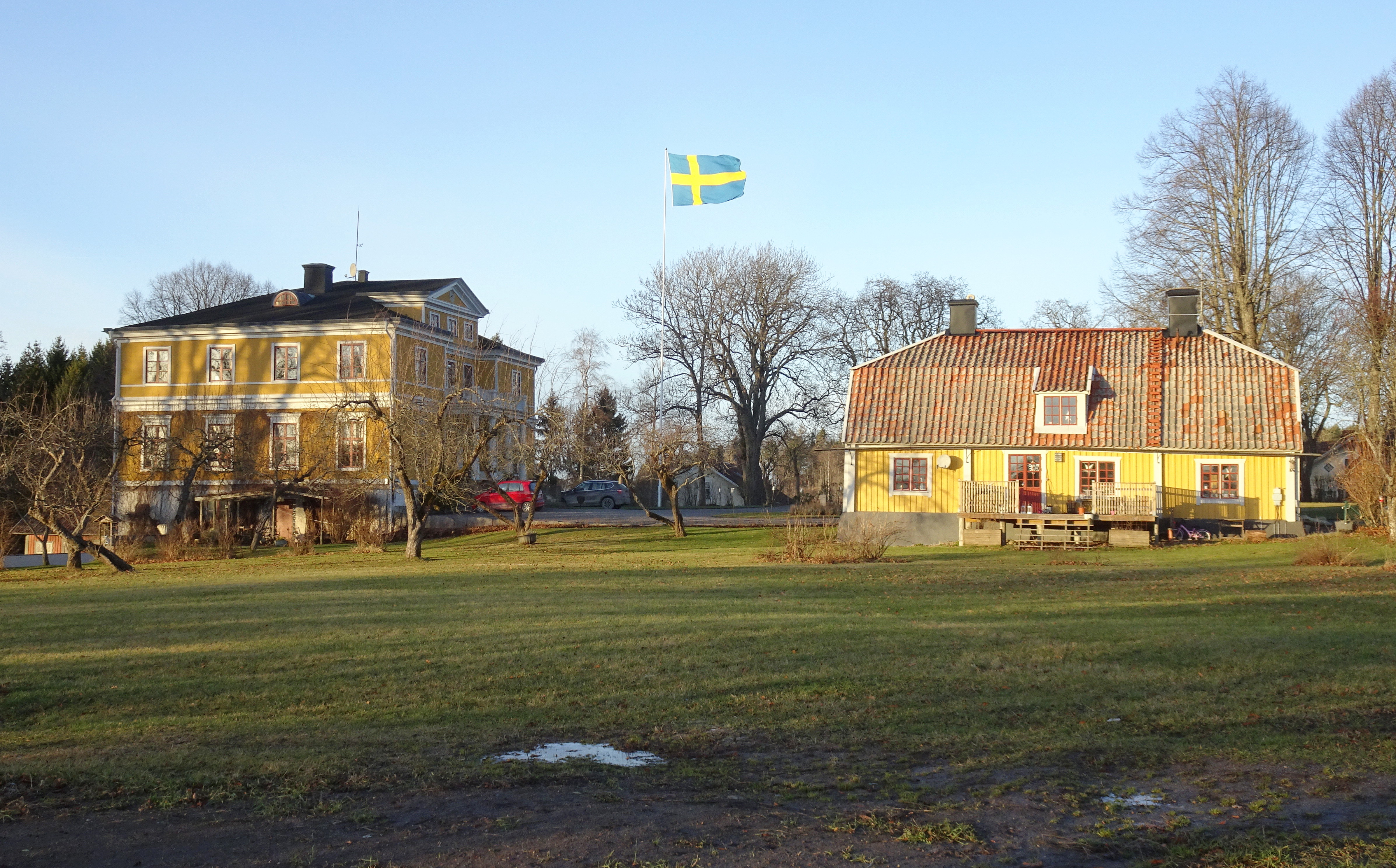
Huvudbyggnad och södra flygeln.

Åda omnämnes redan 1280, då det av kung Valdemar Birgersson pantsattes till biskopen i Strängnäs stift. Namnet är dokumenterad 1331 som clemente de atho (o) och innehåller troligen substantivet åda, dvs. ejderhona. En del av egendomen tillhörde Tyska orden och senare Erik Axelsson (Tott).
Åda var ett medeltida kyrkogods som Gustav Vasa delvis indrog till kronan. Säteriet bildades 1642 av dåvarande ägaren skotten Patrick Kynmouth (försvenskat till Kinnemond och troligen samma släkt som Kinninmundt). Han stupade 1645 vid belägringen av Brünn. Åda har sedan tillhört bland annat släkterna Barclay, Ekehielm, Hjärne, Posse, Falkenberg, Bielke och Oxenstierna. Den ursprungliga gården brändes ner i samband med Rysshärjningarna 1719. 
Nuvarande huvudbyggnaden i två våningar av trä uppfördes 1803 på initiativ av dåvarande ägaren M. Falkenberg efter ritningar av Carl Christoffer Gjörwell d.y.. Entréfasaden domineras av en frontespis och porten omges av fyra kolonner som bär upp en altan.  Huvudbyggnaden flankeras av två flyglar som härrör från 1700-talets första del. Till gårdsbebyggelsen hör flera stora ekonomibyggnader uppförda 1880 och 1909.
Idag är godset Åda ett levande jordbruk med skogar, jaktmarker och fiskevatten. Stenladugården från 1880 inhyser Åda Handelshus som rymmer idag 15 företag. I en av gårdens lador finns en byggmarknad för historiskt taktegel, intill står Sveriges enda taktegelmuseum (se Hedenstedts taktegelmuseum).

## Bilder

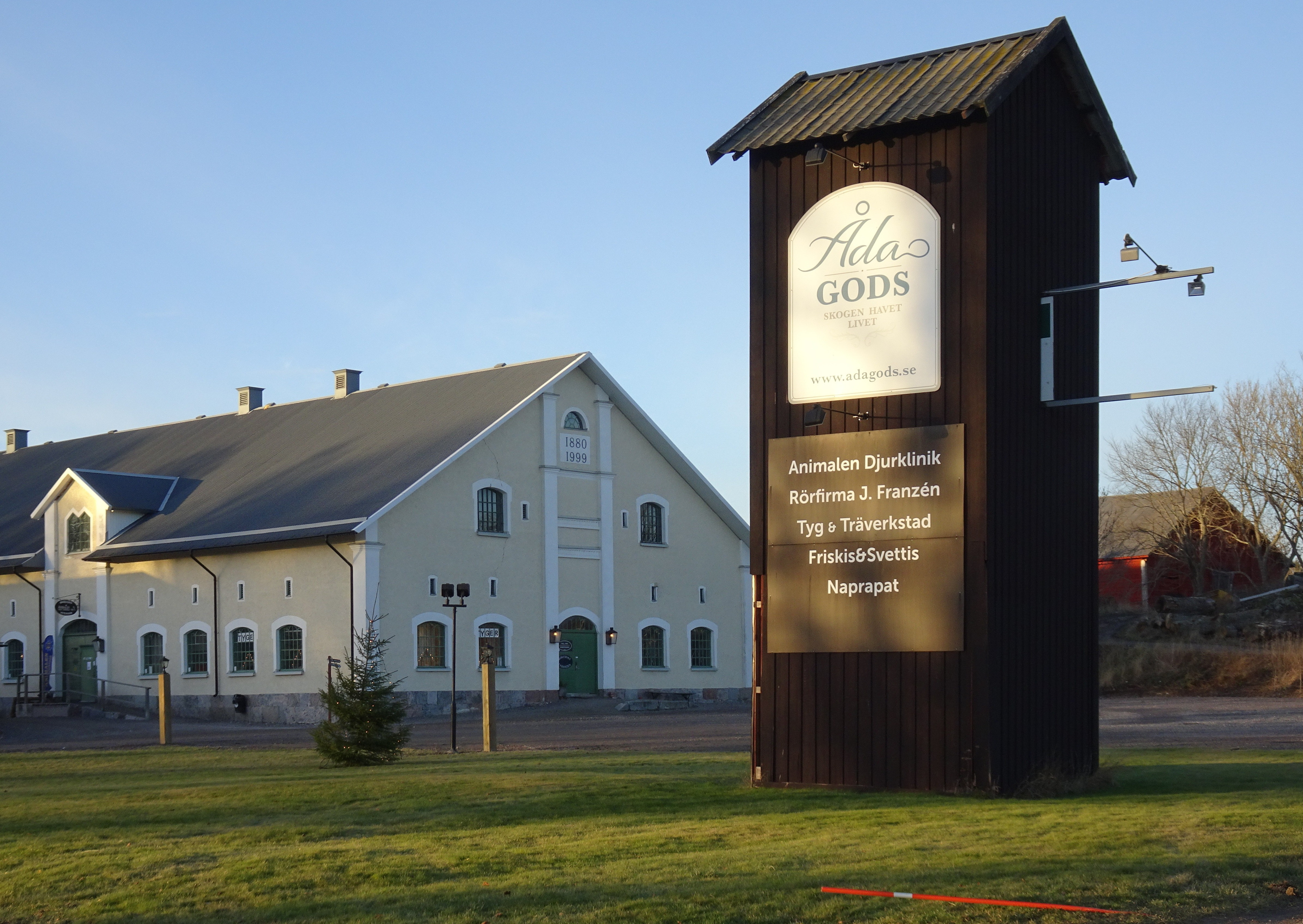
Infart från Ådavägen
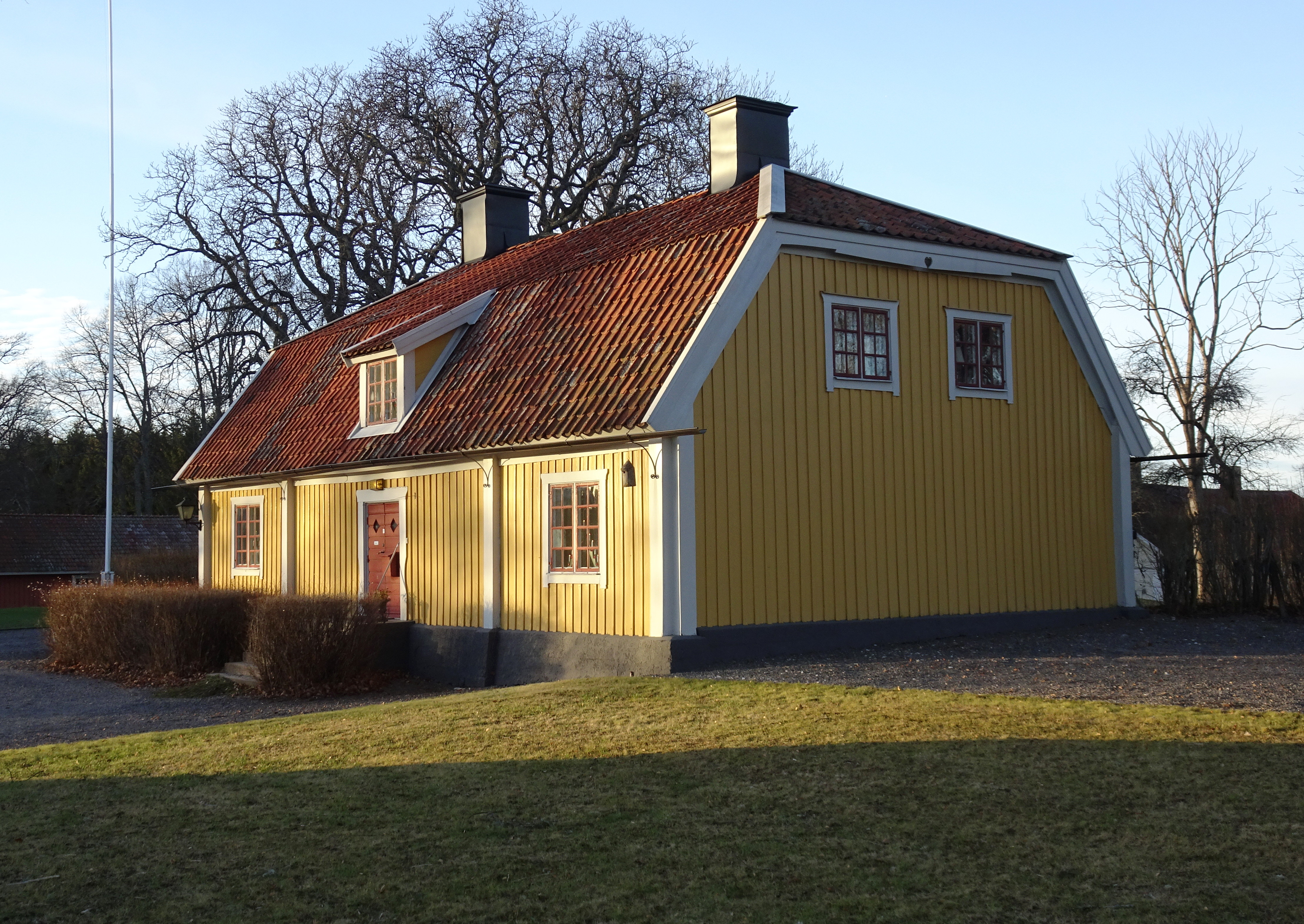
Norra flygeln
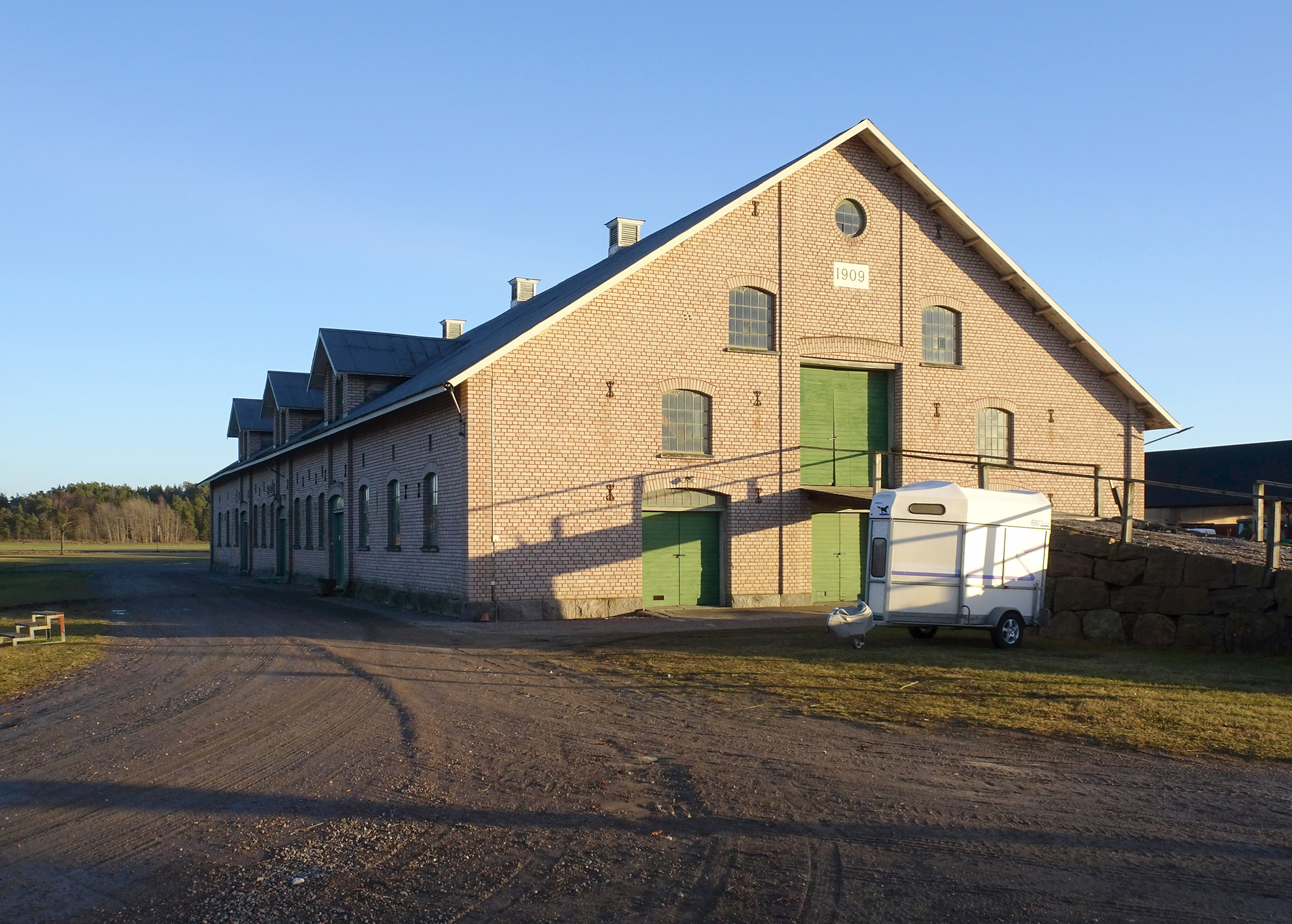
Ekonomibyggnad från 1909
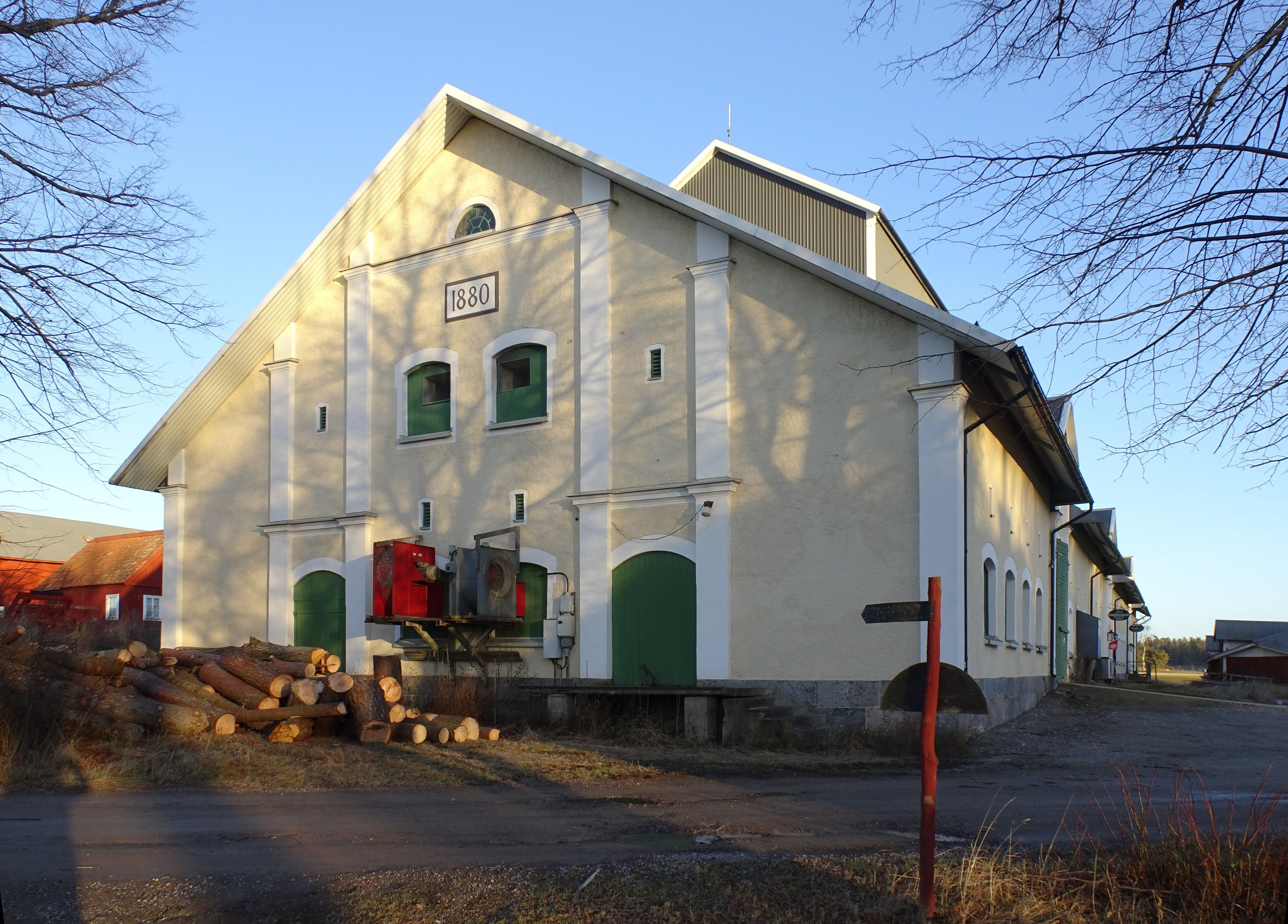
Ekonomibyggnad från 1880
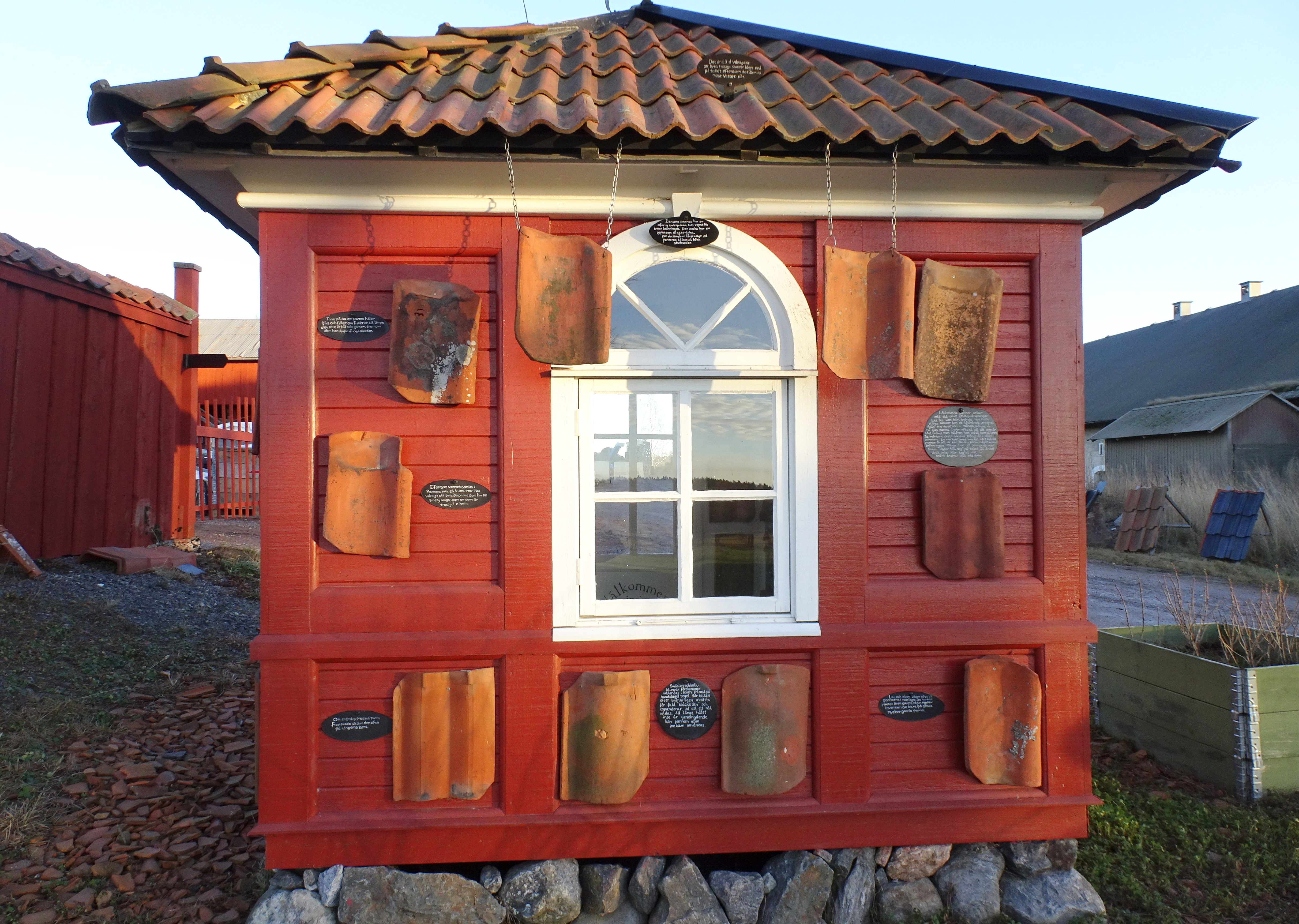
Hedenstedts taktegelmuseum